# A2011 road
Die A2011 ist eine Class-I-Straße, die 1922 in Portsmouth von der A3 abzweigend als Straße zum Clarence Pier festgelegt wurde. Sie wurde in den 1930er Jahren Teil der A288. 1958 wurde die B2011 road zu einer Class I road aufgestuft. Dabei behielt man die Nummer und ersetzte nur das „B“ durch „A“. Diese A2011 umlief Maidstone nördlich und wurde vom Straßenverkehr als Umgehungsstraße der durch die Stadt laufenden A20 benutzt. 1961 verlor sie diese Funktion, da parallel zu ihr die A20(M) eröffnet wurde. Damit wurde die Nummer „A2011“ erneut frei. Heute wird die Nummer für eine Verbindung von der M23 zur A23 im Norden von Crawley benutzt.